# Università Çankaya

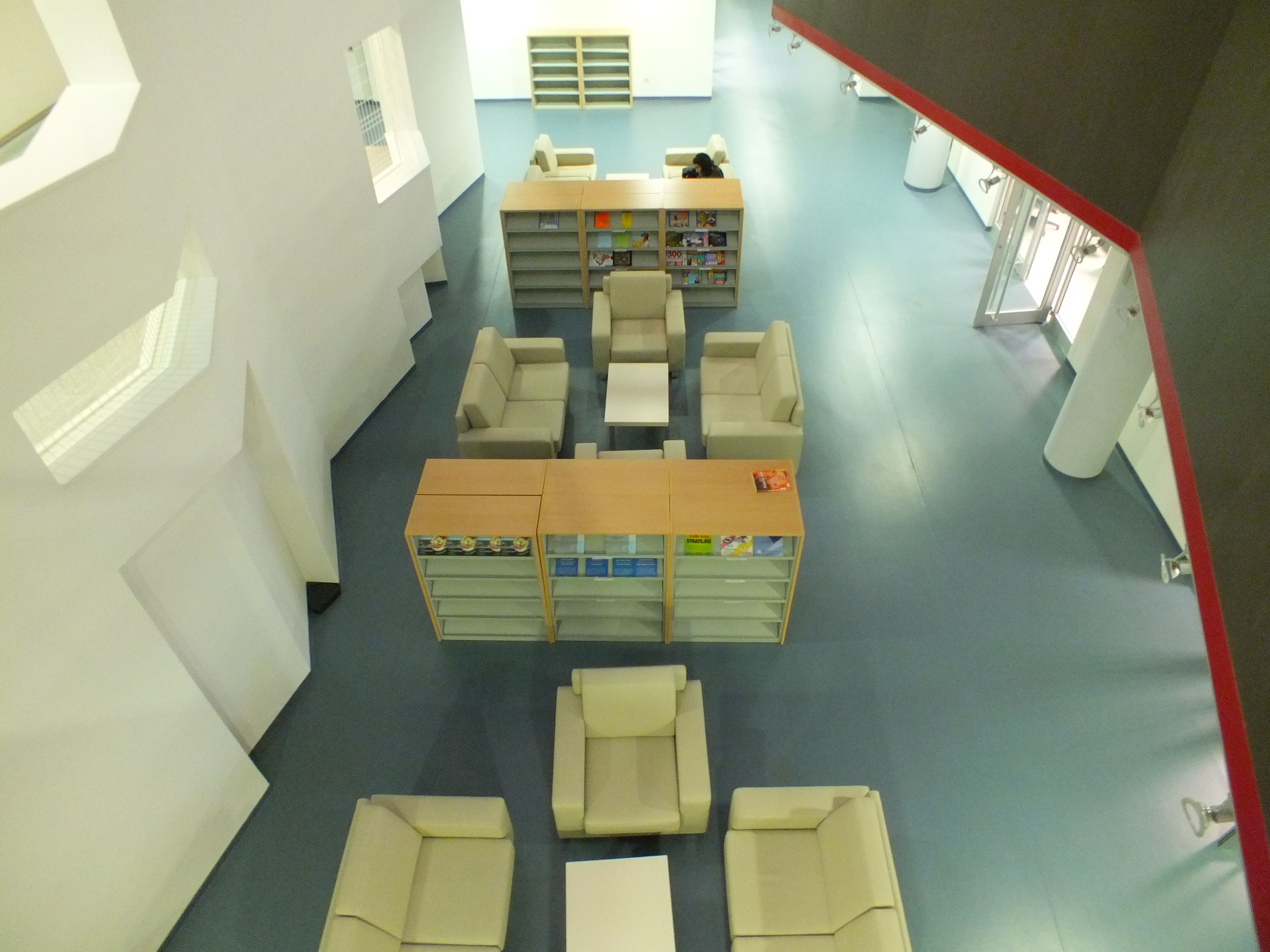
La libreria dell'Università

Università Çankaya (in turco Çankaya Üniversitesi; in inglese Çankaya University) è un'università di Ankara, capitale della Turchia. Fondata nel 1997.

## Storia
L'Università Çankaya è un'università di proprietà della fondazione turca Sıtkı Alp Education Foundation. L'università è stata fondata dalla Sıtkı Alp e inaugurata dal presidente della Turchia, Süleyman Demirel, nel 1997.
Nel 2011, il campus dell'università, che ha una superficie di circa 440 000 m², è stato premiato dall'Arkitera Architecture Center.